# Lenguas orientales bíblicas
Las lenguas bíblicas o lenguas orientales que conciernen a la Biblia son: el arameo, el hebreo y el griego helenístico.
Todo el Antiguo Testamento (AT) está escrito en hebreo, menos algunas pequeñas secciones que están en arameo (Libro de Jeremías 10:11, Libro de Daniel 2,4-7, 28; Esdras 4,8-6,18; 7, 12-26) y algunos libros  de la versión griega de los LXX (Libro de Tobías, Libro de Judit, Sabiduría, Sirácida, Libro de Baruc, Libros de los Macabeos) pero no presentes en el Tanaj; estos últimos libros, llamados "deuterocanónicos" y recogidos en el canon católico, están excluidos del canon hebreo y de la Biblia protestante.
El Nuevo Testamento (NT) está escrito en griego llamado koiné (común), la lengua hablada.